# Vallende sterren (single)
"Vallende sterren" is een nummer van het Nederlandse duo Nick & Simon. Het nummer werd uitgebracht op hun album Luister uit 2009. Op 16 januari van dat jaar werd het nummer uitgebracht als de eerste single van het album.

## Achtergrond
"Vallende sterren" is geschreven door Simon Keizer en Gordon Groothedde en geproduceerd door Groothedde. Het nummer gaat over het koesteren van dromen. Het nummer werd uitgebracht als single en werd de derde nummer 1-hit van het duo in de Single Top 100, na "Pak maar m'n hand" en "Hoe lang?". Het was tevens de eerste van vier nummer 1-hits afkomstig van het album Luister; ook "De dag dat alles beter is", "Lippen op de mijne" en "Het masker" kwamen op deze positie terecht. Hiermee werd het duo de eerste Nederlandse act die dit presteerde. In de Nederlandse Top 40 kwam de single niet verder dan de negentiende plaats.
Op de cd-single van "Vallende sterren" is tevens de videoclip van het nummer te vinden. Daarnaast is deze ook op het album Luister te vinden. In de clip zingen Nick & Simon het nummer in een verlaten fabriek met een natte vloer, terwijl verschillende mensen in een spiegel naar hun grootste droom kijken.

## Hitnoteringen

### Nederlandse Top 40
| Hitnotering: 24-01-2009 t/m 07-03-2009 | Hitnotering: 24-01-2009 t/m 07-03-2009 | Hitnotering: 24-01-2009 t/m 07-03-2009 | Hitnotering: 24-01-2009 t/m 07-03-2009 | Hitnotering: 24-01-2009 t/m 07-03-2009 | Hitnotering: 24-01-2009 t/m 07-03-2009 | Hitnotering: 24-01-2009 t/m 07-03-2009 | Hitnotering: 24-01-2009 t/m 07-03-2009 | Hitnotering: 24-01-2009 t/m 07-03-2009 |
| Week                                   | 1                                      | 2                                      | 3                                      | 4                                      | 5                                      | 6                                      | 7                                      |                                        |
| -------------------------------------- | -------------------------------------- | -------------------------------------- | -------------------------------------- | -------------------------------------- | -------------------------------------- | -------------------------------------- | -------------------------------------- | -------------------------------------- |
| Positie                                | 35                                     | 28                                     | 19                                     | 23                                     | 22                                     | 33                                     | 40                                     | uit                                    |

### Single Top 100
| Hitnotering: 17-01-2009 t/m 28-03-2009 | Hitnotering: 17-01-2009 t/m 28-03-2009 | Hitnotering: 17-01-2009 t/m 28-03-2009 | Hitnotering: 17-01-2009 t/m 28-03-2009 | Hitnotering: 17-01-2009 t/m 28-03-2009 | Hitnotering: 17-01-2009 t/m 28-03-2009 | Hitnotering: 17-01-2009 t/m 28-03-2009 | Hitnotering: 17-01-2009 t/m 28-03-2009 | Hitnotering: 17-01-2009 t/m 28-03-2009 | Hitnotering: 17-01-2009 t/m 28-03-2009 | Hitnotering: 17-01-2009 t/m 28-03-2009 | Hitnotering: 17-01-2009 t/m 28-03-2009 | Hitnotering: 17-01-2009 t/m 28-03-2009 |
| Week                                   | 1                                      | 2                                      | 3                                      | 4                                      | 5                                      | 6                                      | 7                                      | 8                                      | 9                                      | 10                                     | 11                                     |                                        |
| -------------------------------------- | -------------------------------------- | -------------------------------------- | -------------------------------------- | -------------------------------------- | -------------------------------------- | -------------------------------------- | -------------------------------------- | -------------------------------------- | -------------------------------------- | -------------------------------------- | -------------------------------------- | -------------------------------------- |
| Positie                                | 36                                     | 1                                      | 9                                      | 14                                     | 28                                     | 45                                     | 58                                     | 76                                     | 56                                     | 71                                     | 99                                     | uit                                    |

### NPO Radio 2 Top 2000
| Nummer met noteringen in de NPO Radio 2 Top 2000 | '11 | '12  | '13  |
| ------------------------------------------------ | --- | ---- | ---- |
| Vallende sterren                                 | 890 | 1655 | 1879 |

1. ↑  Een vetgedrukt getal geeft de hoogste notering aan.
2. ↑  2011 was het eerste jaar met een notering voor dit nummer.
3. ↑  Deze tabel is bijgewerkt tot en met de laatste editie (2024).